# R4 (Azerbeidzjan)
De R4 is een weg in Azerbeidzjan. Hij loopt van het plaatsje Quba naar de plaats Xaçmaz en is 22 kilometer lang.